# Bil (Mythologie)
Bil (altnord., etwa „Augenblick“) war in der nordischen Mythologie Tochter des Widfinnr (Viðfinnr) und Schwester des Hiuki. Bei Snorri in der Gylf 35 wird sie zu den Asinnen gezählt. Anfangs (vgl. Gylf 11) ist Bil allerdings eher eine Märchengestalt, abgebildet im Mond, wo man sie, wie die Sage berichtet, noch von der Erde aus mit ihrer Eimerstange und dem Eimer sehen kann. (Mondflecken) 

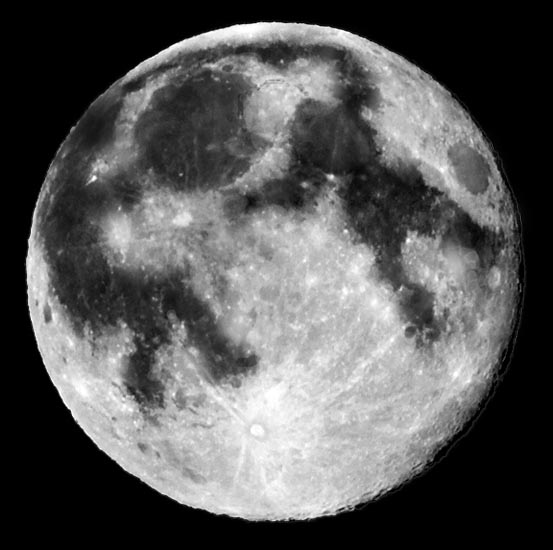
Bil und Hiuki

Bil stellt die weibliche Variante der Geschichte vom Mann im Mond dar, sie hängt etymologisch mit dem Bilwis genannten Wesen zusammen, das sich vielleicht von ihr ableitet.
In den Kenningar der Dichtung kommt Bil als nicht näher definierte mythologische Frauengestalt häufig vor. Als Göttin im eigentlichen Sinn wurde Bil in der heidnischen Zeit aber sicher nicht betrachtet.
Mondgott Mani „nahm zwei Kinder von der Erde, Bil und Hiuki genannt, da sie von dem Brunnen Byrgir kamen, und den Eimer auf den Achseln trugen; der heißt Sägr und die Eimerstange Simul. Widfinnr heißt ihr Vater; diese Kinder gehen hinter dem Monde her, wie man noch von der Erde aus sehen kann.“ (Gylf 11)